# Грегоріо Мансано
Грегоріо Мансано (ісп. Gregorio Manzano, нар. 11 березня 1956, Байлен) — іспанський футбольний тренер. Він керував командами іспанської Прімери в більш ніж 400 матчах, причому більше половини з них на чолі «Мальорки», з якою здобув також свій єдиний трофей — Кубок Іспанії у 2003 році.

## Кар'єра тренера
Тренерську кар'єру Мансано почав в 1983 році, у віці 27 років. Він очолював ряд аматорських команд, спочатку у регіональних лігах, а з 1989 року у Терсері, в четвертому за рівнем дивізіоні Іспанії.
У 1996 році Мансано вперше очолив професіональну команду, нею стала «Талавера» з Сегунди Б. За два сезони він привів клуб з Кастилії-Ла-Манчі до другого місця (1996/97), але клуб не зміг вийти в Сегунду. Тим не менш робота Мансано в «Талавері» викликала інтерес у деяких клубів, і Грегоріо підписав контракт з командою Сегунди «Толедо», з якою він посів 7-е місце в Сегунді 1998/99.
Перший досвід роботи у Ла Лізі Грегоріо Мансано отримав в сезоні 1999/00, в якому він очолював «Реал Вальядолід», зайнявши 8-е місце і здобувши перемогу над «Реалом» на «Сантьяго Бернабеу» з рахунком 1:0.
У наступному сезоні Мансано керував «Расінгом» (Сантандер), який за підсумками сезону покинув Прімеру, незважаючи на впевнену перемогу «Расінга» над «Барселоною» з рахунком 4:0. У сезоні 2001/02 Мансано тренував «Райо Вальєкано», який фінішував на 11-му місці у Прімері.
Перед сезоном 2002/03 Мансано підписав контракт з «Мальоркою». Під керівництвом Грегоріо «Мальорка» розгромила «Реал Мадрид» 5:1 на «Сантьяго Бернабеу» в чемпіонаті а також завоювала Кубок Іспанії.
У наступному сезоні Мансано керував столичним клубом «Атлетіко Мадрид». Клуб зайняв 7-ме місце і отримав право брати участь в Кубку УЄФА в наступному сезоні. Однак контракт з Мансано не був продовжений. Після звільнення Іньякі Саеса з поста головного тренера збірної Іспанії ходили чутки про можливе призначення Мансано на вакантну посаду, однак цього не сталося, і Грегоріо в сезоні 2004/05 очолив «Малагу».

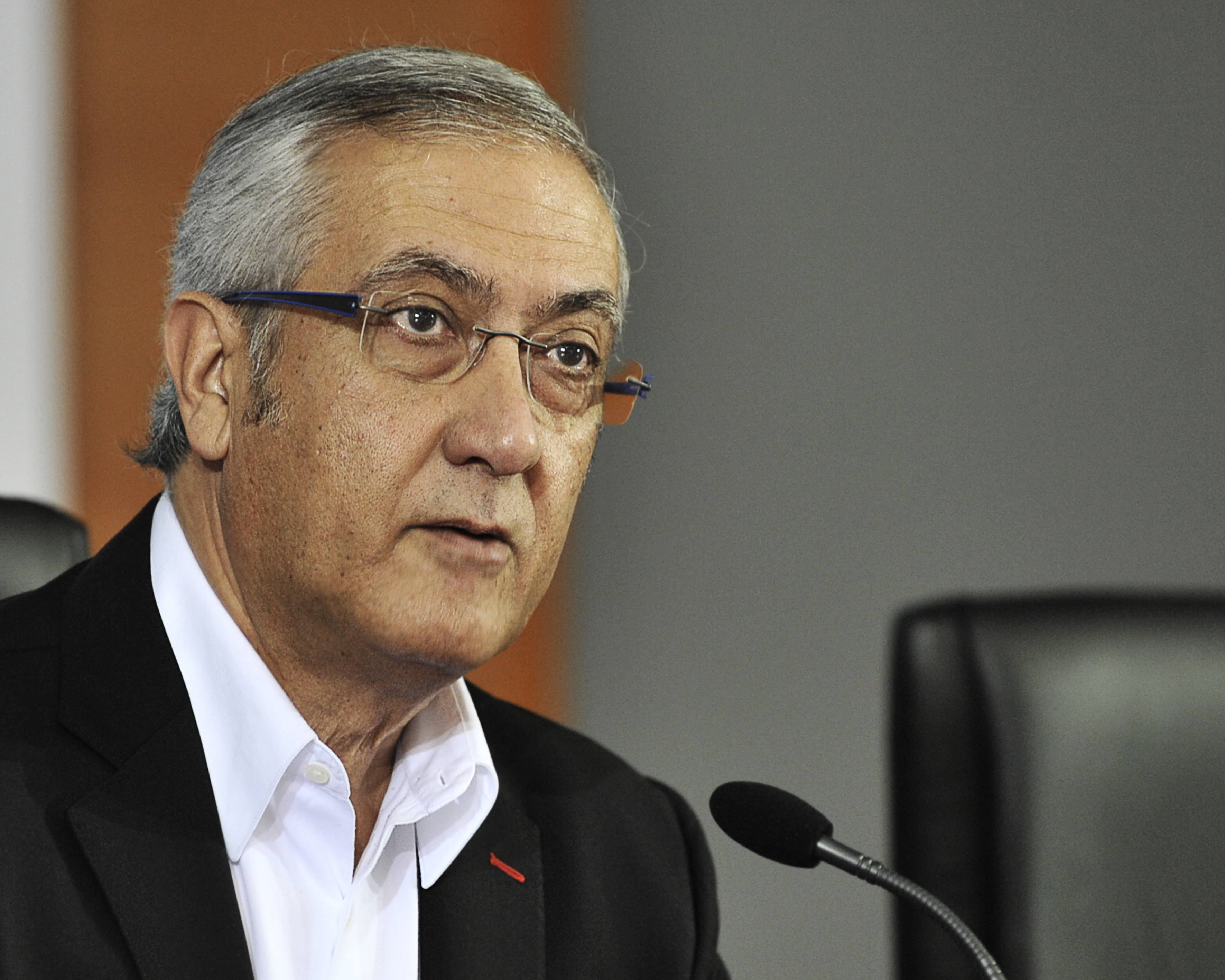
Грегоріо Мансано у 2013 році.

15 лютого 2006 року Мансано повернувся в «Мальорку» і пропрацював там до травня 2010 року. 26 вересня 2010 року Грегоріо Мансано очолив «Севілью», зайнявши з нею 5-е місце. Влітку 2011 року повернувся в «Атлетіко Мадрид». Під керівництвом Мансано клуб впевнено виступав в Лізі Європи, проте куди скромніше були результати в чемпіонаті-клуб йшов тільки на 10-му місці, що не влаштовувало керівництво клубу і все частіше стали говорити про можливе звільнення Мансано. Останньою краплею терпіння Енріке Сересо, президента «Атлетіко», стала домашня поразка від «Альбасете» і виліт з Кубка Іспанії. У грудні 2011 року Мансано був звільнений. На зміну Мансано був призначений Дієго Сімеоне. 
5 лютого 2013 року Грегоріо втретє очолив «Мальорку». Контракт підписаний до кінця сезону 2012/13 з можливістю продовження ще на сезон. Змінив на цьому посту Хоакіна Капарроса. Втім врятувати від вильоту Мансано не зумів і в кінці сезону покинув клуб.
11 лютого 2014 року іспанець очолив китайський клуб «Бейцзін Гоань», який привів до другого місця в чемпіонаті. З пекінського клубу Мансано пішов у листопаді 2015 року із званням найкращого тренера року в китайській Суперлізі. Через місяць після цього, 18 грудня, Хоакін очолив «Шанхай Шеньхуа», пропрацювавши там один сезон. 9 листопада 2016 року керівництво клубу повідомило про те, що в наступному сезоні не планує працювати з іспанцем.
4 травня 2017 року Грегоріо Мансано очолив «Гуйчжоу Чжичен», який покинув влітку 2018 року.

## Титули і досягнення
- Володар Кубка Іспанії (1):

«Мальорка»: 2002-03

### Індивідуальні
- Тренер року в Іспанії за версією журналу Don Balón: 2008[21]
- Тренер року в китайській Суперлізі: 2014